# روباه پرنده پمبا
روباه پرنده پمبا (نام علمی: Pteropus voeltzkowi) نام یک گونه از سرده روباه پرنده است.